# 高知県道205号奈半利港線
高知県道205号奈半利港線（こうちけんどう205ごう なはりこうせん）は、高知県安芸郡奈半利町を通る一般県道である。

## 概要
安芸郡奈半利町乙の奈半利港・みなとオアシス奈半利前から国道55号交点に至る。

### 路線データ
- 起点：安芸郡奈半利町乙（奈半利港・みなとオアシス奈半利前）
- 終点：安芸郡奈半利町乙（国道55号交点）

## 地理

### 通過する自治体
- 高知県
  - 安芸郡奈半利町

### 交差する道路
| 交差する道路            | 交差する場所 | 交差する場所 |
| ----------------------- | ------------ | ------------ |
| 国道55号 国道493号 重複 | 乙           | 終点         |

### 交差する鉄道
- 土佐くろしお鉄道ごめん・なはり線

### 沿線
- 奈半利港
- みなとオアシス奈半利
- 土佐くろしお鉄道ごめん・なはり線 奈半利駅
- 奈半利町立奈半利小学校
- 奈半利町立奈半利中学校